# Baissoptera liaoningensis
Baissoptera liaoningensis là một loài côn trùng trong họ Baissopteridae thuộc bộ Raphidioptera. Loài này được Ren miêu tả năm 1994.